# フルオランテン
フルオランテン（英: Fluoranthene）は非交互多環芳香族炭化水素の一種。ベンゼン環とナフタレンが五員環を介して結合した構造をとる。構造異性体に、交互多環芳香族炭化水素であるピレンがあるが、フルオランテンはピレンと異なり、電子が構造全体に共鳴しないため、熱力学的な安定性は低い。

## 生成
有機物の不完全燃焼により発生する。主な発生源は化石燃料の燃焼、調理、廃棄物の焼却、自動車の排気ガス、タバコの煙などである。ほかに、化石燃料中にも含まれる。

## 安全性
国際がん研究機関はフルオランテンの発癌性についてGroup3（ヒトに対する発癌性が分類できない化合物）としているが、本物質の誘導体であるベンゾ(b)フルオランテンや3,7-ジニトロフルオランテンについてはGroup2（ヒトに対する発癌性が疑われる化合物）に分類している。